# Ямпольски, Мариана
Мариана Ямпольски Урбах (англ. Marianne Yampolsky Urbach, исп. Mariana Yampolsky; 6 сентября 1925, Чикаго — 3 мая 2002, Мехико) — фотограф и художница-график из Соединённых Штатов, получившая мексиканское гражданство в 1958 году.

## Биография

### Годы в США
Родилась в городе Чикаго. Отец, Оскар Эзекиль Ямпольский, украинский еврей из Киева, оказался в США ещё в детстве. Семья эмигрировала из Российской империи, спасаясь от погромов и антисемитизма. По специальности Оскар — художник и скульптор.
Мать — Хедвиг Урбах, родственница Франца Боаса. Происходила из немецких евреев, эмигрировавших в Бразилию, спасаясь от агрессивной антисемитской политики фашистов . Дочь воспитывалась в семье деда со стороны отца на ферме в штате Иллинойс, где окончила среднюю школу. Семья родителей была культурной и с социалистическими воззрениями небольшевистского варианта, которые впоследствии определили как «глобальный гуманизм».
Мариана училась в Чикагском университете, по окончании которого стала бакалавром искусства со специализацией в социальных науках. В 1944 году она окончила университет и в том же году похоронила отца. Мать перебралась в Нью-Йорк. Дочь начала самостоятельную жизнь и перебралась в Мехико.

### Жизнь и творчество в Мексике
Первоначально это была настоящая авантюра, поскольку Мариана, не владея испанским, была иностранкой в полуфеодальной и довольно патриархальной стране. Помогло знакомство с Пабло О’Хиггинсом, американцем из Солк-Лейк-Сити (штат Юта), обучавшимся в Сан-Диего. Пабло О’Хиггинс и познакомил её с Леопольдо Мендесом, одним из основателей Мастерской народной графики (Taller de Gráfica Popular).
Так в 1945 году началась её карьера в Мексике, где она училась в Национальной школе живописи, скульптуры и графики, более известной как Эсмеральда (Escuela La Esmeralda). В том же году она начала свою карьеру гравёра, проработав до середины 1960-х годов, а также стала единственной женщиной в Исполнительном комитете Мастерской народной графики. Мастерская была художественной организацией, поддерживавшей идеи Мексиканской революции, а их произведения освещали проблемы наиболее угнетённых и отверженных классов мексиканского общества. Искусство мастерской имело антикапиталистическую, антиклерикальную и антифашистскую направленность, и Мариана Ямпольски разделяла эти взгляды.
В Мастерской она сблизилась с другими представителями своего поколения (в том числе Анхель Брачо, Франсиско Мора, Альберто Бельтран), которые помогали ей усвоить испанский язык, познать Мексику, её природу, людей и народную культуру. Мариана участвовала в выставках Мастерской народной графики в период между 1945 и 1960 годами, сама была в комитете по организации выставок в Мексике, а также за рубежом в Японии, Швейцарии, Франции.
На внутреннее состояние общества и её творчество повлияли и разногласия между правыми и левыми партиями Мексики. В продукции Мастерской были как откровенно политические произведения, так и произведения практически бытового жанра. Но правительства не простили мастерам политической поддержки радикальных идей и деятелей, ведь даже мирная тематика граверов несла отпечаток достижений Мексиканской революции и памяти о ней (Пабло О’Хиггинс «Забастовка в Кананеа», Франсиско Мора «Свободу политическим заключённым!!!», Адольфо Мехиак «Экономическое могущество церкви», Фернандо Кастро Пачеко «Забастовка в Рио-Бланко», Альберто Бельтран «Тебя окружают неграмотные», Леопольдо Мендес «Маленькая учительница, насколько велико твоё мужество!», Мариана Ямпольски «Пришла вода, пришла Жизнь»).

### Фотохудожница
С 1948 года Ямпольски обратилась к фотографии, что помогало в фиксации свершений мастерской и создании архива художественного заведения. Но круг тем фотохудожницы быстро перерос границы простого документирования. На Ямпольски как фотографа оказали влияние Тина Модотти, Мануэль и Лола Альварес Браво, Начо Лопес и Эктор Гарсия. Среди тем, которые она разрабатывала — быт мексиканской деревни, проблемы бедности, детства бедняков, жизни и стремления отверженных. 
Первая выставка фотографий Марианы Ямпольски была проведена только в 1960 году. В конце 1960-х Мариана почти три года путешествовала по сельским районам Мексики, чтобы зафиксировать мексиканскую природу, провинциальную жизнь, артефакты народной культуры, созданные там монументальные фрески, сохранившиеся произведения Хосе Гвадалупе Посады. Фото экспонировались на выставках в стране (в том числе в штатах, жизнь коренного населения в которых она документировала — Оахака, Халиско) и за рубежом (Великобритания, Нидерланды).

### График, редактор и иллюстратор
Мариана Ямпольски как график владела несколькими техниками, среди которых ксилография, литография и т. д. Делала попытки и в живописи.
Но более значительным был вклад художницы в создание иллюстраций для книг и учебников для начальной школы, предназначенный для кампании по ликвидации неграмотности, особенно в провинциальных, индейских регионах Мексики. Как редактор, Мариана Ямпольски широко использовала фотографии, картины, гравюры. Среди иллюстрированных ею учебников — книги по математике, литературе, общественным и естественным наукам, переиздание которых в Мексике достигло 550 000 000. Она была инициатором создания книги «Ребёнок», куда вошла череда подобранных ей иллюстраций и изображений детей от доколумбового периода до конца ХХ века. Она также выступила редактором ряда изданий по искусству, монографий о художниках, мексиканской кухне, обычаях, игрушках, а также мексиканской серии книг для детей «Колибри».
Как художница-иллюстратор, она также работала в издательстве «El Día» и в издательстве Министерства связи «Annals».

### Коллекционер
Мариана Ямпольски живо интересовалась народными ремеслами и народной культурой Мексики. Это отразилось в коллекционировании предметов народной культуры, её собрание достигло 3000 образцов.
В столичном районе Тлалпан после смерти мастера создан Фонд Марианы Ямпольски. Её муж Арьен ван дер Слуис отдал под организацию Фонда, архив, хранилища и выставочные помещения собственные дома. К началу XXI века Фонд содержал более 70 000 негативов фотографий, созданных Марианой. В хранилищах также полная серия книг серии «Колибри», которую редактировала Мариана Ямпольски.